# Črnava (Oplotniščica)
To je članek o pohorskem potoku, pritoku Oplotniščice. Za istoimenski pohorski potok, pritok Lobnice, glej Črnava (Lobnica). Za istoimensko umetno jezero v Preddvoru glej Črnava (jezero).
Črnáva (tudi Černóva) je levi pritok Oplotniščice iz osrednjega uravnanega dela Pohorja. Kot številni drugi potočki na tem uravnanem površju nastane iz plitve in mokrotne kotanje Skrbinsko borovje, v kateri je zaradi neprepustne podlage nastalo šotno barje, na obrobju poraščeno z ruševjem in obdano z iglastim gozdom.
Potok teče proti jugu po plitvi, neizraziti dolini z mokrotnim dnom, poraščenim s šotnim mahom, vanj pa se iz podobnih plitvih kotanj steka še nekaj manjših potočkov. Šele v spodnjem toku postane dolina nekoliko izrazitejša in se nekoliko poglobi v osrednjepohorsko uravnavo.
Potok ima zelo majhen strmec, struga pa je večinoma v neprepustnem ilovnatem materialu, ki skoraj v celotnem toku prekriva živoskalno podlago iz granodiorita. Porečje Črnave je lepo ohranjena naravna pokrajina z gozdom in šotnimi barji, le po delu doline poteka gozdna cesta.
Barja v porečju Črnave in soseščini so opredeljena kot naravna vrednota državnega pomena, celotno porečje je del varovanega območja Natura 2000 (Pohorje).